# Albula (geslacht)
Albula is een geslacht van straalvinnige vissen uit de familie van gratenvissen (Albulidae). Het geslacht is voor het eerst wetenschappelijk beschreven in 1777 door Scopoli.

## Soorten
- Albula argentea (Forster, 1801)
- Albula esuncula (Garman, 1899)
- Albula gilberti Pfeiler & van der Heiden, 2011
- Albula glossodonta (Forsskål, 1775)
- Albula goreensis Valenciennes, 1847
- Albula koreana Kwun & Kim, 2011
- Albula nemoptera (Fowler, 1911)
- Albula oligolepis Hidaka, Iwatsuki & Randall, 2008
- Albula pacifica (Beebe, 1942)
- Albula virgata Jordan & Jordan, 1922
- Albula vulpes (Linnaeus, 1758) – Gratenvis

Niet geaccepteerde soorten:
- Albula chinensis Osbeck, 1765 → Salanx chinensis (Osbeck, 1765)
- Albula conorynchus Bloch & Schneider, 1801 → Albula vulpes (Linnaeus, 1758)
- Albula erythrocheilos Valenciennes, 1847 → Albula glossodonta (Forsskål, 1775)
- Albula forsteri Valenciennes, 1847 → Albula argentea (Forster, 1801)
- Albula lacustris Walbaum, 1792 → Albula vulpes (Linnaeus, 1758)
- Albula neoguinaica Valenciennes, 1847 → Albula argentea (Forster, 1801)
- Albula parrae Valenciennes, 1847 → Albula vulpes (Linnaeus, 1758)
- Albula plumieri Bloch & Schneider, 1801 → Albula vulpes (Linnaeus, 1758)
- Albula seminuda Valenciennes, 1847 → Albula argentea (Forster, 1801)